# Pantai Gading
Pantai Gading is een bestuurslaag in het regentschap Langkat van de provincie Noord-Sumatra, Indonesië. Pantai Gading telt 3597 inwoners (volkstelling 2010).